# Gustav Wally

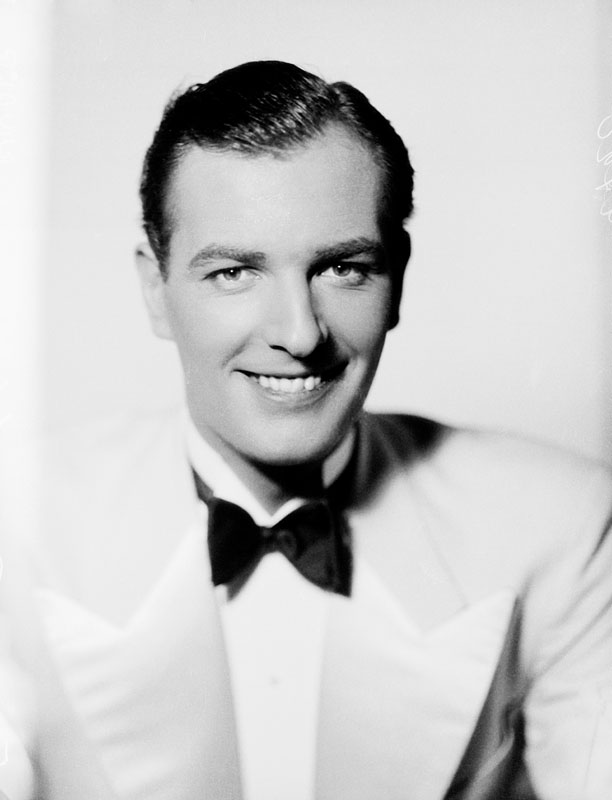
Gustav Wally

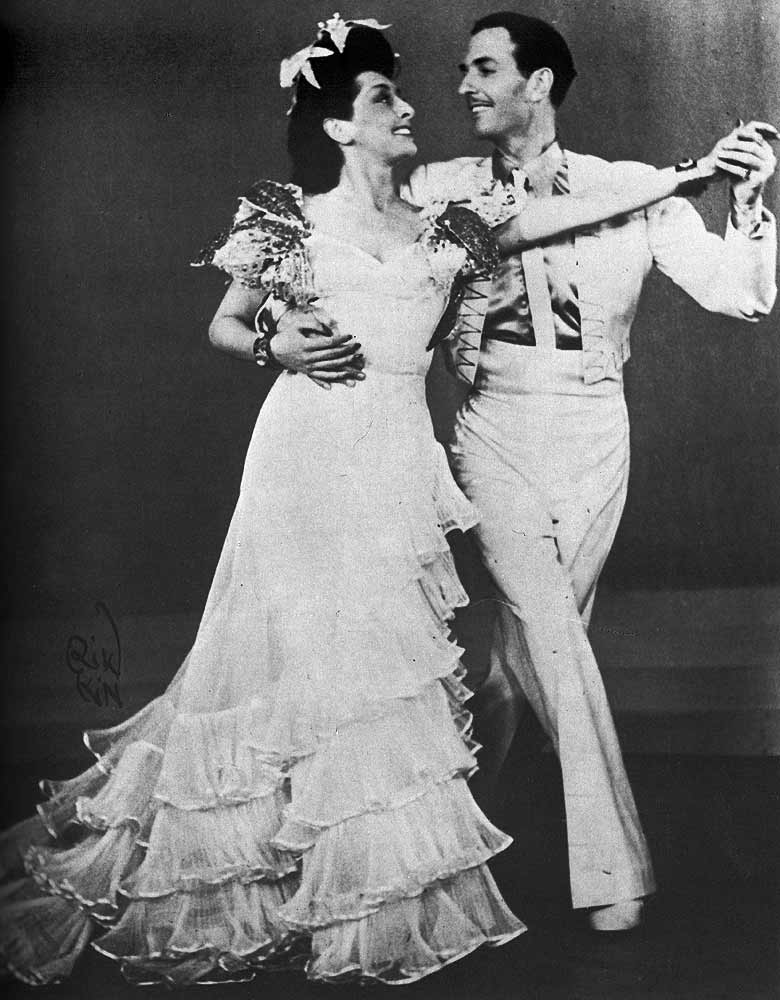
Gustav Wally con Rosita Serrano en una revista de Karl Gerhard

Gustav Wally (24 de noviembre de 1905 - 4 de marzo de 1966) fue un bailarín, actor y director teatral de nacionalidad sueca.

## Biografía
Su verdadero nombre era Gustaf Axelsson Wallenberg, y era hijo del empresario y diplomático Axel Wallenberg y de la tenista Elsa Wallenberg. Renunció al mundo de las finanzas para actuar como bailarín de ballet en Nueva York en la opereta Bitter Sweet en 1929. Wally, junto con el bailarín danés Niels Wessel Bagge, formó la compañía de ballet, y en los años 1930 actuó en revistas de Karl Gerhard y Kar de Mumma. En 1937 obtuvo un bien pagado contrato cinematográfico en Hollywood, aunque no llegó a actuar allí.
Durante 1939 y 1941 trabajó en diferentes revistas y operetas como director para el Södra teatern de Estocolmo, y para el Teatro Oscar en 1942-1947. Además de su trabajo teatral, Wally grabó varios discos y participó en nueve producciones cinematográficas. En los años 1950 colaboró con Lars Schmidt en una serie de producciones internacionales de la obra My Fair Lady.
Gustav Wally falleció en 1966 en Panamá a causa de un ataque al corazón.

## Filmografía
- 1933 : Flickan från varuhuset
- 1933 : Den farliga leken
- 1941 : Fröken Vildkatt
- 1941 : Gatans serenad
- 1943 : Som du vill ha mej
- 1944 : Lilla helgonet
- 1945 : Skådetennis
- 1948 : Glada paraden

## Teatro
- 1931 : Sjö och fart, de Karl Gerhard, Teatro Popular de Gotemburgo[3]
- 1933 : Oss greker emellan, de Karl Gerhard, Folkan[4]
- 1934 : Kokottskolan, de Paul Armont y Marcel Gerbidon, dirección de Karl Gerhard, Folkan[5]
- 1934 : Mitt vänliga fönster, de Karl Gerhard, dirección de Karl Gerhard, Folkan[6][7]
- 1936 : Klart söderut, de Kar de Mumma y Åke Söderblom, dirección de Björn Hodell, Södra Teatern[8]
- 1938 : Sommar och sol över stan, Royal de Estocolmo[9]
- 1939 : Honnör för 39, de Kar de Mumma, dirección de Victor Bernau, Södra Teatern[10][11]
- 1942 : Blåjackor, de  Lajos Lajtai, André Barde y Lauri Wylie, dirección de Leif Amble-Naess, Teatro Oscar[12]
- 1942 : Show Boat, de Jerome Kern y Oscar Hammerstein II, dirección de Leif Amble-Naess, Teatro Oscar[13]
- 1943 : Tre valser, de Oscar Straus, Paul Knepler y Armin Robinson, dirección de Leif Amble-Naess, Teatro Oscar[14]
- 1944 : Wallyrevyn, dirección de Leif Amble-Naess, Cirkus de Estocolmo[15]
- 1944 : Serenad, de Staffan Tjerneld y Lajos Lajtai, dirección de Leif Amble-Naess, Teatro Oscar[16]
- 1946 : Ett lysande elände, de Karl Gerhard, dirección de Hasse Ekman, Teatro Oscar[17]
- 1946 : Eskapad, de Lajos Lajtai y Staffan Tjerneld, dirección de William Mollison, Teatro Oscar[18][19]
- 1947 : Trivsel-Sverige, de Karl Gerhard, dirección de Gösta Terserus, Teatro Oscar[20]